# عیسی ولایی
عیسی ولایی (زادهٔ ۲ اردیبهشت ۱۳۲۹ در آمل)، سیاست‌مدار، روحانی، نویسنده، استاد دانشگاه و از اعضای مؤسس مجمع روحانیون مبارز است. ولایی در دور دوم انتخابات مجلس حوزه انتخابیه آمل به عنوان نماینده با ۸۰/۴ درصد آراء وارد مجلس شد و در دور سوم انتخابات مجلس حوزه انتخابیه تهران، ری، شمیران با ۴۰/۲ درصد آراء وارد مجلس شد. وی در این دو دوره به مدت ۵ سال رئیس کمیسیون بازرگانی مجلس بود. ولایی به دلیل نطق‌هایی که در مجلس سوم علیه عملکرد سیاسی و اقتصادی جناح راست ایراد کرد، به دادگاه ویژه روحانیت نیز فراخوانده شد. وی از زندانیان سیاسی قبل از انقلاب در مبارزه با رژیم پهلوی می‌باشد. 
وی از سال ۱۳۷۶ تا ۱۳۸۴ در دولت سید محمد خاتمی بعنوان معاون تدوین، تنقیح قوانین و مقررات معاونت حقوقی و پارلمانی رئیس‌جمهور مشغول به فعالیت بود. همچنین در سال ۱۳۹۲ به عنوان رئیس مرکز تحقیقات و اطلاع‌رسانی معاونت پارلمانی رئیس‌جمهور منصوب گردید.
از دیگر سمت‌های وی می‌توان به مشاوره ریاست دانشگاه تهران، مدیریت تدوین متون درسی و معاونت پژوهش در پژوهشکدهٔ امام خمینی و مدیریت امور شهرستان‌های روزنامه سلام اشاره کرد.
وی سالیان متمادی بعنوان استاد دانشگاه در رشته حقوق به تدریس پرداخته‌است. او علاوه بر تدریس دروس حوزوی و دانشگاهی تاکنون چندین جلد کتاب و مقاله به رشته تحریر درآورده است.

## تألیف
- فرهنگ تشریحی اصطلاحات اصول (نشر نی)[۷]
- ارتداد در اسلام (نشر نی)
- قواعد فقهی
- اسلام و محیط زیست
- اصول فقه
- مبانی سیاست در اسلام
- صد سؤال و صد جواب
- تبیین و توضیح جامع‌الشتات میرزای قمی
- کار در منابع اسلامی
- جرائم و مجازات‌ها
- ستارگان زندگی (مادران معصوم‌پرور)